# Acerophagoides cypris
Acerophagoides cypris är en stekelart som beskrevs av John S. Noyes 2000. Acerophagoides cypris ingår i släktet Acerophagoides och familjen sköldlussteklar.
Artens utbredningsområde är Costa Rica. Inga underarter finns listade i Catalogue of Life.